# Mercedes-Benz Clase R

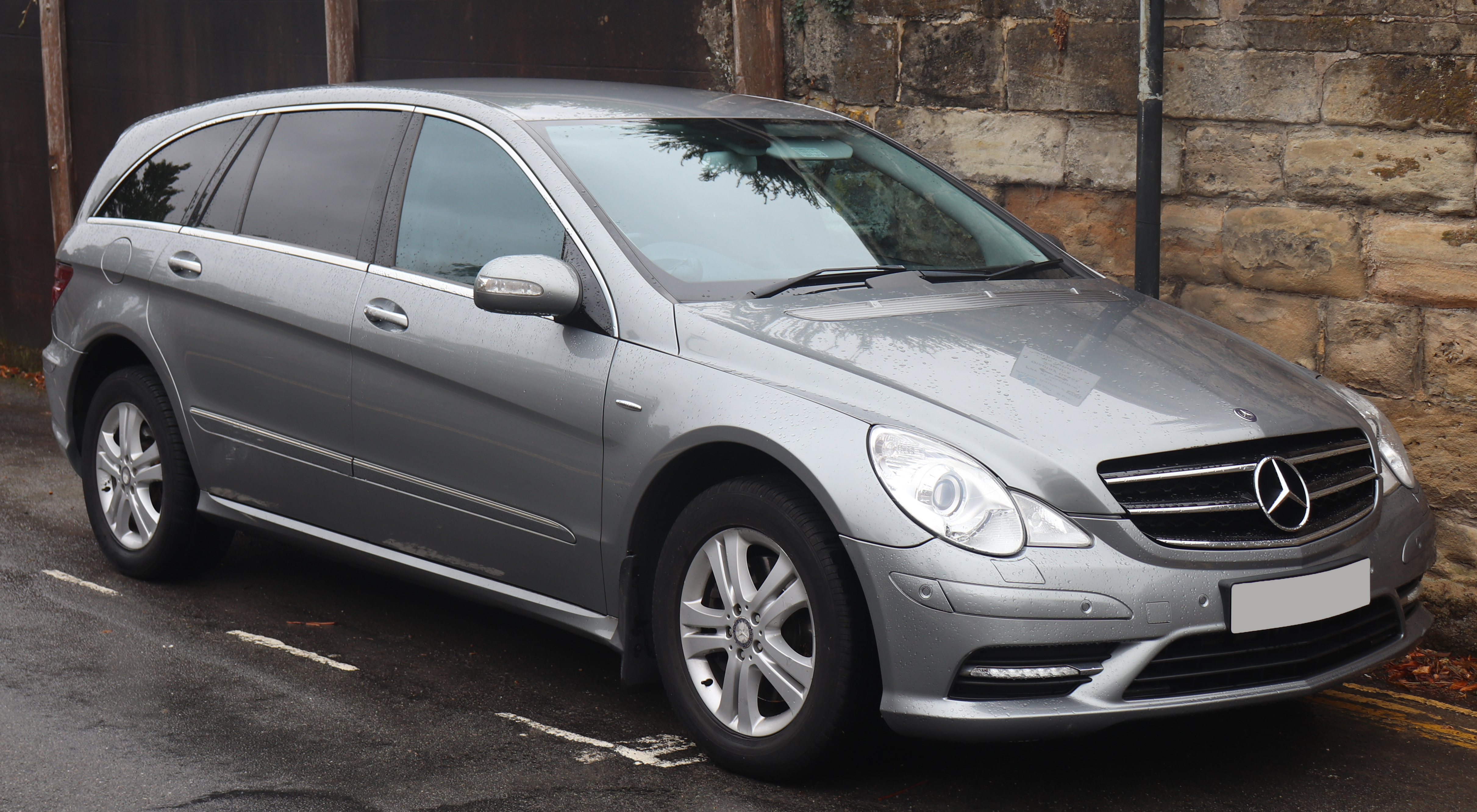
Mercedes-Benz R 350 CDI 4MATIC L

El Mercedes-Benz Clase R es un monovolumen del segmento F que el fabricante alemán Mercedes-Benz, fabricado entre 2006 y 2013. Fue el tercer monovolumen de la marca, luego del Mercedes-Benz Clase A y el Mercedes-Benz Clase B. Fue una alternativa más lujosa a furgonetas como la Mercedes-Benz Viano, y costaba mucho más que monovolúmenes grandes como la minivan de Chrysler, el Ford Galaxy y el Renault Espace.
Fue visto por primera vez en el Salón del Automóvil de Detroit de 2001 en el prototipo de automóvil "Visión GST" (siglas de "Grand Sport Tourer"). El modelo de producción se presentó en el Salón del Automóvil de Nueva York de 2005. El Clase R tiene el código de fabricación V251, y se montaba en Tuscaloosa, Alabama.
El Clase R tiene motor delantero longitudinal, tracción trasera o a las cuatro ruedas y carrocería de cinco puertas; las cuatro puertas laterales son pivotantes. Se ofrecía con cinco, seis o siete asientos, distribuidos en configuración 2-3, 2-2-2 y 2-3-2 respectivamente.
Los motores Diésel utilizaron la tecnología BlueTec a partir del año 2009.
En el año 2013 se dejó de comercializar para el mercado europeo, quedando su comercialización centrada en el mercado estadounidense.

## Gama de motores
| Nombre    | Motor    | Potencia |
| Diésel    | Diésel   | Diésel   |
| --------- | -------- | -------- |
| R 280 CDI | 3.0 L V6 | 190 CV   |
| R 320 CDI | 3.0 L V6 | 224 CV   |
| Gasolina  |          |          |
| R 280     | 3.0 L V6 | 231 CV   |
| R 350     | 3.5 L V6 | 272 CV   |
| R 500     | 5.0 L V8 | 306 CV   |
| R 500     | 5.5 L V8 | 388 CV   |
| R 63 AMG  | 6.2 L V8 | 510 CV   |

### AMG
La versión AMG del Clase R se denomina "R63 AMG". Fue presentado en el Salón de Nueva York de 2006 y se comenzó a vender como modelo en el 2007. Cuenta con un motor de gasolina V8 de 6,2 litros de cilindrada que produce una potencia máxima de 510 CV y un par motor máximo de 630 Nm. Utiliza una transmisión automática de siete velocidades denominada "7G-Tronic". Las características del R63 AMG se pueden calibrar desde el volante. 
El R63 AMG está limitado electrónicamente a 155 mph (250 km/h) de velocidad máxima, y acelera de 0 a 100 km/h en 5,0 segundos.
Ya no se vende en los Estados Unidos.

## Actualización en 2007
Mercedes-Benz anunció que en mayo de 2007 la Clase R se ampliaría. Se añadió el R63 AMG y un nuevo motor de 3.0 litros, gasolina y diésel, que estaría disponible en el R280 y en el R280 CDI respectivamente.

## Ventas y reemplazo
Las ventas no cumplieron con las expectativas, después de haber caído muy por debajo de 50.000 unidades al año. En 2007 solo se vendieron 13.031 en todo el mundo, y Mercedes trabaja en ese momento en un sustituto del Clase R.
La primera generación recibirá un lavado de cara para la línea 2010.
| Año  | Ventas |
| ---- | ------ |
| 2005 | 4.959  |
| 2006 | 18.168 |
| 2007 | 13.031 |
| 2008 | 7.733  |

## Segunda Generación
La segunda generación se presentó en el Salón del Automóvil de Nueva York de 2010, y fue puesto a la venta en ese mismo año como modelo 2011. Tiene un diseño más conservador que el de la generación anterior. Se ofrecían dos longitudes y opciones para acomodar a cuatro, cinco, seis o siete ocupantes, así como tracción trasera o integral. Únicamente montaba una transmisión de siete velocidades automática. Al principio se comercializaba con las versiones R300 CDI y R350 4Matic.